# San Giustino
San Giustino település Olaszországban, Umbria régióban, Perugia megyében. Lakosainak száma 11 060 fő (2023. január 1.). San Giustino Sansepolcro, Citerna, Borgo Pace, Città di Castello és Mercatello sul Metauro községekkel határos.

## Népesség
A település lakossága az elmúlt években az alábbi módon változott:
| Lakosok száma | 11 234 | 11 213 | 11 060 |
|               | 2017   | 2018   | 2023   |